# Улам-Буриаш
Улам-Буриаш — касситский царь Вавилонии, правил приблизительно в 1450 — 1400 годах до н. э. Брат Каштилиаша III.
Ещё до вступления на престол, во время правления своего брата Каштилиаша III он покорил Страну Моря и стал там царём (ок. 1460 г. до н. э.), а после смерти брата (ок. 1450 г. до н. э.) он стал царём и Вавилона, вновь объединив всю Нижнюю Месопотамию в единое государство.
Правил около 60 лет, считая период правления в Стране Моря.